# Novoïé Vrémia
Ne doit pas être confondu avec Novoïé Vrémia (1943).
 Novoïé Vrémia  (en russe : Новое время ; littéralement « Temps Nouveaux ») est un journal publié à Saint-Pétersbourg de 1868 à 1917.

## Historique
Il paraît cinq fois par semaine en 1868-1869, une fois par jour de 1869 à 1881, puis deux fois par jour, avec un supplément hebdomadaire illustré à partir de 1891.
Au départ, il est dirigé par Adam Honory Kirkor et Nikolaï Youmatov. En février 1868, à l’insu de son collègue, Youmatov y publie un feuilleton satirique répertoriant les lieux de prostitution moscovites. Le tirage du numéro en question atteint cinq mille exemplaires, mais le scandale provoqué conduit au départ de Youmatov.
Le journal tient d'abord une ligne libérale, et publie un article élogieux au moment de la publication en russe du Capital de Karl Marx, mais sous la direction d'Alexeï Souvorine, il devient un soutien des milieux ultraconservateurs, à l'instar des articles réactionnaires et antisémites d'un Viktor Bourénine.
Le journal devient un des quotidiens populaires de l'Empire russe, avec un tirage de 60 000 exemplaires et publie de nombreux écrivains, au premier rang desquels on trouve Anton Tchékhov, qui prendra ensuite ses distances avec Alexeï Souvorine à la fin des années 1890. Les œuvres de Nekrassov et Saltykov-Chtchedrine y paraissent également. Vassili Rozanov y publie ses articles à partir de 1899, tout en publiant parallèlement dans la presse révolutionnaire. L'espion Ivan Manassievitch-Manouïlov y collabore de nombreuses années.
Le journal, regardé avec condescendance par l'intelligentsia libérale et avec mépris par les bolcheviks, ne survit pas à la révolution d'Octobre. Le 8 novembre (26 octobre), il est interdit.
Dans les années 1920, Alexeï Souvorine continue une publication au titre identique à Belgrade.
Le journal ne doit pas être confondu avec Novoïé Vrémia (édition anglaise : The New Times), fondé en 1943.

## Directeurs
- Adam Honory Kirkor et Nikolaï Youmatov (1868-1872)[1]
- Fedor Nikolaïevitch Oustrialov (1872-1873)
- Ossip Notovitch (1873-1874)
- Konstantin Vassilievitch Troubnikov (1874-1876)
- Alexeï Souvorine (1876-1912)
- L'entreprise Alexeï Souvorine (1912-1917)

## Sources
- (ru) Cet article est partiellement ou en totalité issu de l’article de Wikipédia en russe intitulé « Новое время (газета) » (voir la liste des auteurs).